# パウル・レーベ

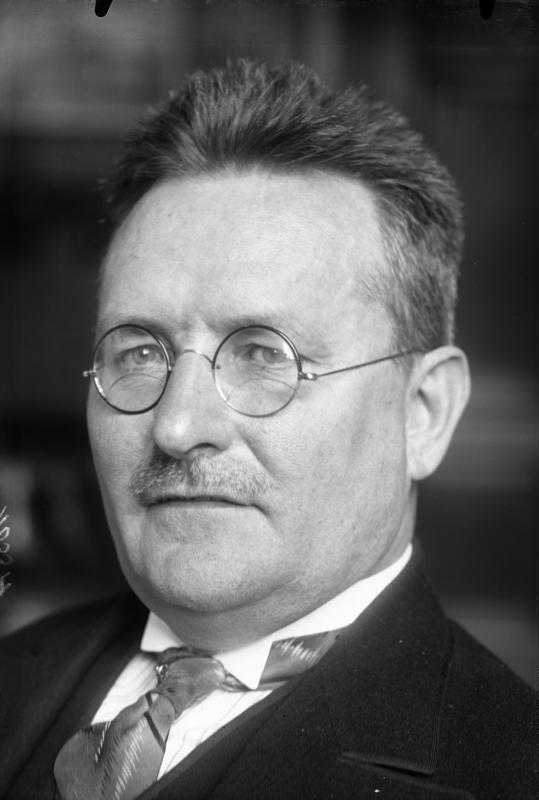
パウル・レーベ(1924年)

パウル・レーベ（Paul Löbe、1875年12月14日 – 1967年8月3日）は、ドイツの政治家。ドイツ社会民主党に所属し、ヴァイマル共和政下で国会議長を務めた。

## 経歴
ドイツ帝国領邦プロイセン王国のシュレージエン州リーグニッツに大工の息子として生まれる。小学校を卒業後、リーグニッツでタイピストとしての訓練を受け、1890年代にはブレスラウの印刷場で働いた。1895年にドイツ社会民主党(SPD)に入党。1898年にはドイツ帝国領邦ザクセン＝ヴァイマル＝アイゼナハ大公国のイルメナウに社民党支部を創設した。
1899年から1920年にかけては『ブレスラウアー・フォルクスヴァハト(Breslauer Volkswacht)』紙の主筆となる。彼は政府に批判的な言論活動をしたため、しばしば投獄を受けた。たとえば三等級参政権制度(Dreiklassenwahlrecht)のような不平等選挙制度の撤廃を求める言論である。1901年にクララ・シャラー(Clara Schaller)と結婚した。肺を患っていたため、第一次世界大戦には従軍しなかった。
1904年から1919年までブレスラウの市協議会のメンバーとなる。1915年から1920年にかけてはシュレージエン州議会(Provinziallandtag von Schlesien)の議員となる。
アリスティード・ブリアン、エドヴァルド・ベネシュ、イグナーツ・ザイペル、コンラート・アデナウアーらとともに汎ヨーロッパ運動(パン・ヨーロッパ運動)を指導し、戦間期には国際汎ヨーロッパ連合ドイツ支部の部長に就任した。一貫してポーランドとの融和を求めた。
1920年からドイツ国会の議員となる。1920年から1924年までと1925年から1932年までの間の二期に渡って国会議長(Reichstagspräsident)を務めている。
ナチ党の権力掌握後、1933年7月にベルリンのアレクサンダー広場刑務所やシュパンダウ刑務所に送られた。さらに1933年8月半ばにはブレスラウ＝デュルゴイ強制収容所(de:KZ Breslau-Dürrgoy)に移送された。1933年12月にアレクサンダー広場刑務所へ戻された。釈放後にはヴァルター・デ・グロイター出版社(de:Verlag Walter de Gruyter)に勤務した。1944年7月20日のヒトラー暗殺未遂事件後にカール・ゲルデラーと接触したとされて再び逮捕された。
戦後、1945年に『ダス・フォルク(Das Volk)』紙に勤務。また『テレグラフ(Telegraf)』の共同出版者となった。1948年にアメリカ・イギリス・フランスの占領地域において発足したドイツの新しい憲法を定めるための「議会会議(Parlamentarischer Rat)」（ドイツ連邦議会の前身）の議員となる。社民党議員団の中では副団長の立場にあった。そのまま1949年から1953年にかけてドイツ連邦議会の議員を務めた。連邦議会議員の中では彼が最年長者だった。1951年にドイツ連邦共和国功労勲章大十字章の叙勲を受けた。1955年にはベルリン名誉市民となった。現在、ベルリンの連邦議会の議員が勤務する建物に「パウル・レーベ」の名が冠されている。